# Théorie des trois phases du trafic
La théorie des trois phases du trafic est une théorie alternative de la modélisation du trafic routier mise au point par Boris Kerner entre 1996 et 2002. 
Elle se concentre principalement sur l'explication physique de la dégradation des conditions de trafic et des embouteillages résultant sur les autoroutes. À la différence des théories classiques basées sur le diagramme fondamental du trafic qui distinguent deux phases ou régimes (trafic fluide et les congestions), la théorie de Kerner propose trois phases. Elle distingue en effet deux régimes de congestions, le débit synchronisé et les congestions majeures et mobiles, ce qui porte à trois le nombre total de régimes :
1. le régime fluide (F)
2. le régime synchronisé (S)
3. les congestions majeurs et mobiles (J)

Une phase ou régime est définie comme un état dans le temps et dans l'espace.

## Régime fluide (F)
En régime fluide, une corrélation positive apparaît empiriquement entre le débit {\displaystyle q} (en nombre de véhicules par intervalle de temps) et la densité {\displaystyle k} (en véhicules par unité d'espace). Cette relation est vérifiée jusqu'à une borne supérieure correspondant à la densité critique {\displaystyle k_{crit}} (Figure 1).

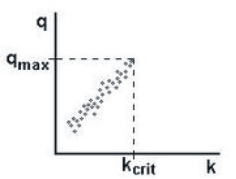
Figure 1:Observations empiriques du débit en fonction de la densité en régime fluide

## Régime congestionné
Dans ce régime, la vitesse des véhicules est inférieure à la vitesse minimale {\displaystyle v_{free}^{min}={\frac {q_{max}}{k_{crit}}}} en régime fluide et la droite ayant cette valeur pour pente (ligne pointillée sur la Figure 2) divise toutes les données empiriques sur le diagramme débit-densité en deux régions : observations en régime fluide à gauche et en régime congestionné à droite.

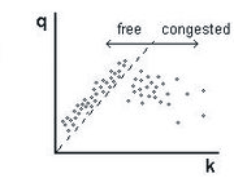
Figure 2: Observations du débit en fonction de la densité en régimes fluides et congestionnés

## Congestions mobiles majeures (J)
Une congestion est "majeure" si sa longueur (dans la direction du flux) dépasse clairement la largeur de son front. La vitesse moyenne des véhicules est beaucoup plus basse que celle en régime fluide. En aval du front, les véhicules accélèrent à la vitesse en régime fluide. En amont, les véhicules quittent le régime fluide ou synchronisé et doivent réduire leur vitesse. La vitesse moyenne du front aval reste à {\displaystyle v_{g}}, même si le front se propage à travers d'autres régimes de trafic ou des resserrements de la voirie. Le débit est drastiquement réduit dans une telle congestion.

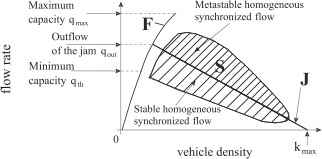
Figure 6: Les trois phases sur le diagramme débit-densité

## Régime synchronisé (S)
À la différence des congestions majeures, le débit et la vitesse peuvent varier significativement dans ce régime. Le front aval est généralement localisé spatialement, normalement à un rétrécissement de la voirie. Le débit peut rester équivalent à celui en régime fluide, même si la vitesse est drastiquement réduite.
Puisque ce flux synchronisé n'a pas les caractéristiques d'une congestion majeur J, la théorie des trois phases de Kerner fait l'hypothèse que des état homogènes 
de flux synchronisé couvrent une région en deux dimensions sur le diagramme débit-densité (région hachurée sur la Figure 6).

## Applications de cette théorie à l'ingénierie des transports routiers

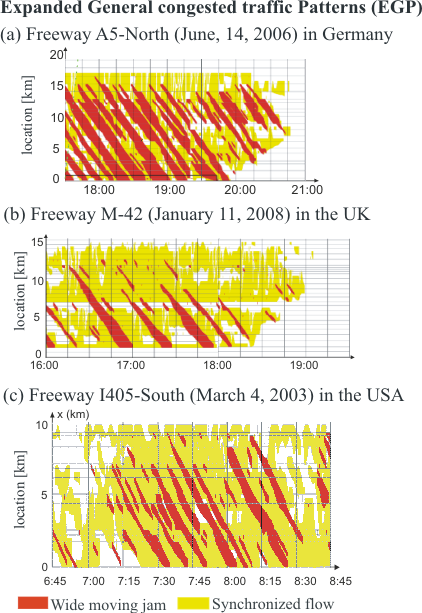
Figure 8: Application de ASDA/FOTO à la détection de phénomènes routiers sur autoroute dans trois pays: l'embouteillage se déplace en sens inverse des véhicules

Les méthodes ASDA / FOTO (Automatische StauDynamikAnalyse (suivi automatique des congestions) et Forecasting Of Traffic Objects (prévision de phénomènes de trafic) sont des applications de cette théorie. ASDA / FOTO est un logiciel capable de traiter de façon rapide et efficace de grands volumes de données de trafic sur les réseaux autoroutiers (voir les exemples de trois pays, figure 8). Ce logiciel est utilisable par des systèmes temps réel de gestion des flux routiers. La reconnaissance, le suivi et la prévision de phases [S] et [J] sont basées sur les caractéristiques empiriques de la théorie.
Cette théorie est aussi appliquée au développement de modèles de simulation de trafic, de système de contrôle et d'aide à la circulation et à la détection des conditions de trafic.

## Publications
- B.S. Kerner, Introduction to Modern Traffic Flow Theory and Control: The Long Road to Three-Phase Traffic Theory, Springer, Berlin, New York 2009
- B.S. Kerner, The Physics of Traffic, Springer, Berlin, New York 2004